# Autobiografia

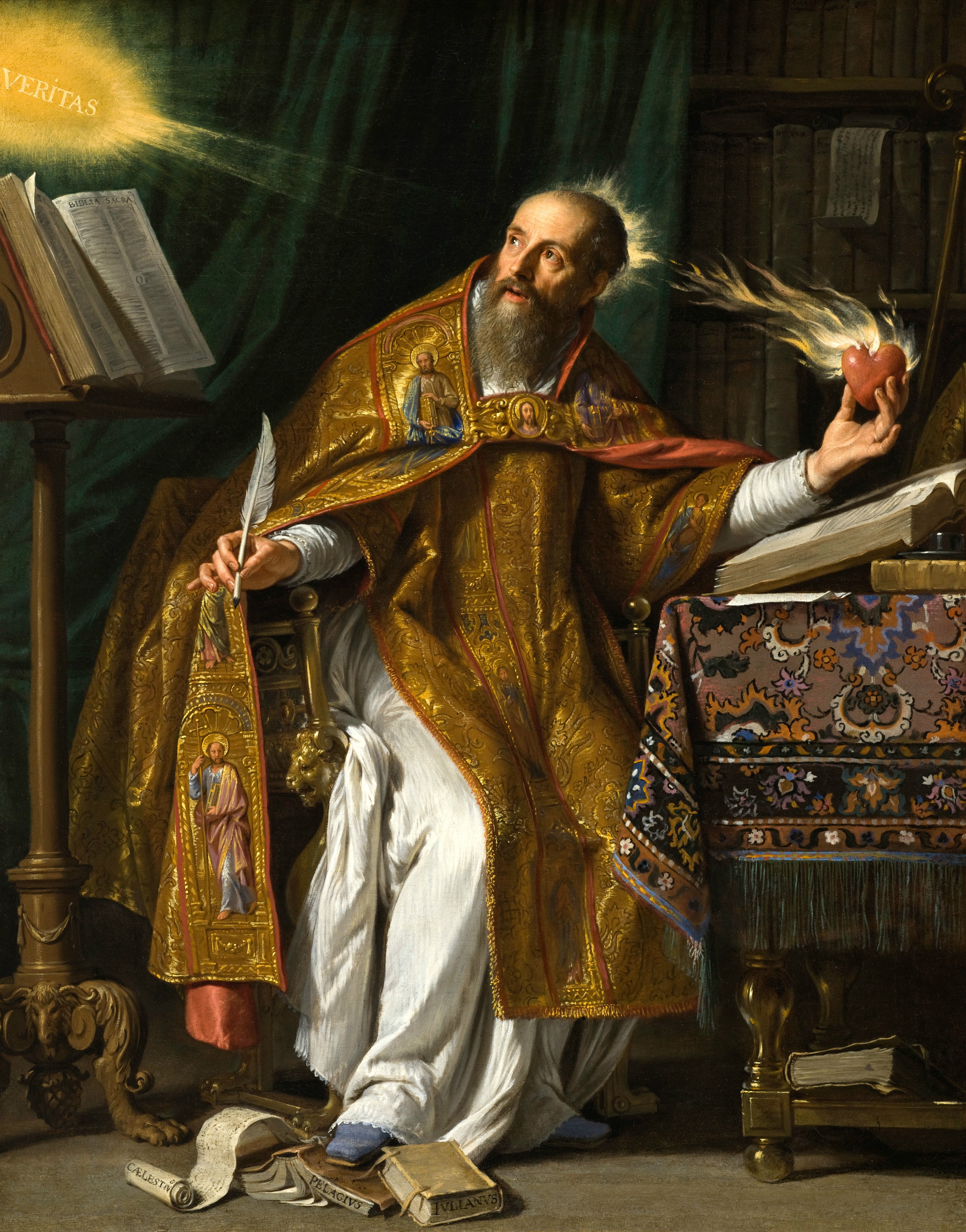
Santo Agostinho de Hipona escreveu Confissões, a primeira autobiografia ocidental já escrita, por volta de 400. Retrato de Philippe de Champaigne, século XVII

Uma autobiografia (do grego αὐτός-autos auto + βίος-bios vida + γράφειν-graphein escrita) é um relato autoescrito da própria vida.

## Definição
A palavra "autobiografia" foi usada pela primeira vez de forma depreciativa por William Taylor em 1797 no periódico inglês The Monthly Review, quando ele sugeriu a palavra como um híbrido, mas a condenou como "pedântica". No entanto, seu próximo uso registrado foi em seu sentido atual, por Robert Southey em 1809. Apesar de ter sido nomeada apenas no início do século XIX, a escrita autobiográfica em primeira pessoa tem origem na antiguidade. Roy Pascal diferencia a autobiografia do modo periódico autorreflexivo de jornal ou diário, observando que "[a autobiografia] é uma revisão de uma vida a partir de um determinado momento no tempo, enquanto o diário, por mais reflexivo que seja, se move através de uma série de momentos no tempo". A autobiografia, portanto, faz um balanço da vida do autobiógrafo desde o momento da composição. Enquanto os biógrafos geralmente contam com uma ampla variedade de documentos e pontos de vista, a autobiografia pode ser baseada inteiramente na memória do escritor. A forma do memoir está intimamente associada à autobiografia, mas tende, como afirma Pascal, a se concentrar menos no eu e mais nos outros durante a revisão de sua própria vida pelo autobiógrafo.

## Biografia
As obras autobiográficas são, por natureza, subjetivas. A incapacidade – ou falta de vontade – do autor de recordar memórias com precisão resultou, em certos casos, em informações enganosas ou incorretas. Alguns sociólogos e psicólogos notaram que a autobiografia oferece ao autor a capacidade de recriar a história.

### Autobiografia espiritual
A autobiografia espiritual é um relato da luta ou jornada de um autor em direção a Deus, seguido de conversão uma conversão religiosa, muitas vezes interrompida por momentos de regressão. O autor ressignifica sua vida como uma demonstração da intenção divina através de encontros com o Divino. O exemplo mais antigo de uma autobiografia espiritual são as Confissões de Agostinho, embora a tradição tenha se expandido para incluir outras tradições religiosas em obras como Uma Autobiografia de Mohandas Gandhi e Black Elk Speaks. A libertação do erro de Al-Ghazali é outro exemplo. A autobiografia espiritual muitas vezes serve como um endosso da religião do escritor.

### Memórias
Um livro de memórias tem um caráter ligeiramente diferente de uma autobiografia. Enquanto uma autobiografia normalmente se concentra na "vida e nos tempos" do escritor, um livro de memórias tem um foco mais estreito e íntimo nas memórias, sentimentos e emoções do autor. Memórias têm sido frequentemente escritas por políticos ou líderes militares como uma forma de registrar e publicar um relato de suas façanhas públicas. Um exemplo inicial é o do Commentarii de Bello Gallico de Júlio César, também conhecido como Comentários sobre as Guerras Gálicas. Na obra, César descreve as batalhas que ocorreram durante os nove anos que passou lutando contra exércitos locais nas Guerras Gálicas. Seu segundo livro de memórias, Commentarii de Bello Civili (ou Comentários sobre a Guerra Civil) é um relato dos eventos que ocorreram entre 49 e 48 a.C. na guerra civil contra Pompeu e o Senado.
Leonor López de Córdoba (1362-1420) escreveu o que se supõe ser a primeira autobiografia em espanhol. A Guerra Civil Inglesa (1642-1651) provocou uma série de exemplos deste gênero, incluindo obras de Sir Edmund Ludlow e Sir John Reresby. Exemplos franceses do mesmo período incluem as memórias do Cardeal de Retz (1614-1679) e do Duque de Saint-Simon.

### Autobiografia ficcional
O termo "autobiografia ficcional" significa romances sobre um personagem fictício escritos como se o personagem estivesse escrevendo sua própria autobiografia, o que significa que o personagem é o narrador em primeira pessoa e que o romance aborda experiências internas e externas do personagem. Moll Flanders, de Daniel Defoe, é um dos primeiros exemplos. David Copperfield, de Charles Dickens, é outro desses clássicos, e The Catcher in the Rye, de J.D. Salinger, é um exemplo moderno bem conhecido de autobiografia ficcional. Jane Eyre, de Charlotte Brontë, é mais um exemplo de autobiografia ficcional, como se observa na primeira página da versão original. O termo também pode se aplicar a obras de ficção que pretendem ser autobiografias de personagens reais, por exemplo, Memórias de Lord Byron, de Robert Nye.